# Nordby (Samsø)
Nordby ist ein Ort auf der Kattegatinsel Samsø in Dänemark, Gemeinde Samsø in der Region Mitteljütland. Der Ort hat 209 Einwohner (Stand 2023).

## Lage
Nordby befindet sich auf der nördlichen Halbinsel von Samsø. Sie ist durch eine Landenge mit dem Rest der Insel verbunden. Westlich von Nordby liegt der Hafen Mårup Havn, südöstlich das nördliche Ende des Stavns Fjord.

## Geschichte
Nordby war vermutlich bereits in der Wikingerzeit des frühen Mittelalters ein befestigter Ort. Die Bauernhöfe wurden um einen zentralen Dorfteich errichtet und später von einer Ringstraße umgeben, die das Dorf begrenzte.
Im Mittelalter lagen südlich des Ortes drei weitere Dörfer. Die Kirche von Nordby wurde um 1250 in zentraler Lage zwischen Nordby und diesen Dörfern errichtet. Später wurden die drei Dörfer aufgegeben. Daher befindet sich die „Nordby Kirke“ noch heute auf einer einsame Lage etwa zwei Kilometer südlich von Nordby.
Vor einer Agrarreform im späten 18. Jahrhundert wurden die Felder des Dorfes gemeinsam bewirtschaftet. Durch die Reform erhielten die Bauern eigenes Ackerland, das sternförmig als lange, schmale Landstücke vom Dorf ausgehend verteilt wurde. Im 18. und 19. Jahrhundert hatte der Ort etwa 50 Bauernhöfe, 70 Häuser und ein Pfarrhaus, alle in Fachwerkbauweise. Später erfolgte eine Verlagerung der Höfe und die meisten Bauern verlegten ihre Betriebe auf die Felder in der Umgebung von Nordby. Die Umsiedlungen erfolgten noch bis in die 1930er Jahre. Nordby hat daher noch heute sein historisches Ortsbild weitgehend erhalten.
Nordby wurde im Jahr 1990 zu Dänemarks besterhaltenem Dorf gewählt.

## Kirchspiel Nordby Sogn
Bis 2014 gehörte der Ort zur Kirchspielgemeinde Nordby Sogn. Nach dessen Auflösung wurde er mit den anderen Ortschaften der Insel in das neu gegründete Kirchspiel Samsø Sogn aufgenommen.

## Sehenswürdigkeiten

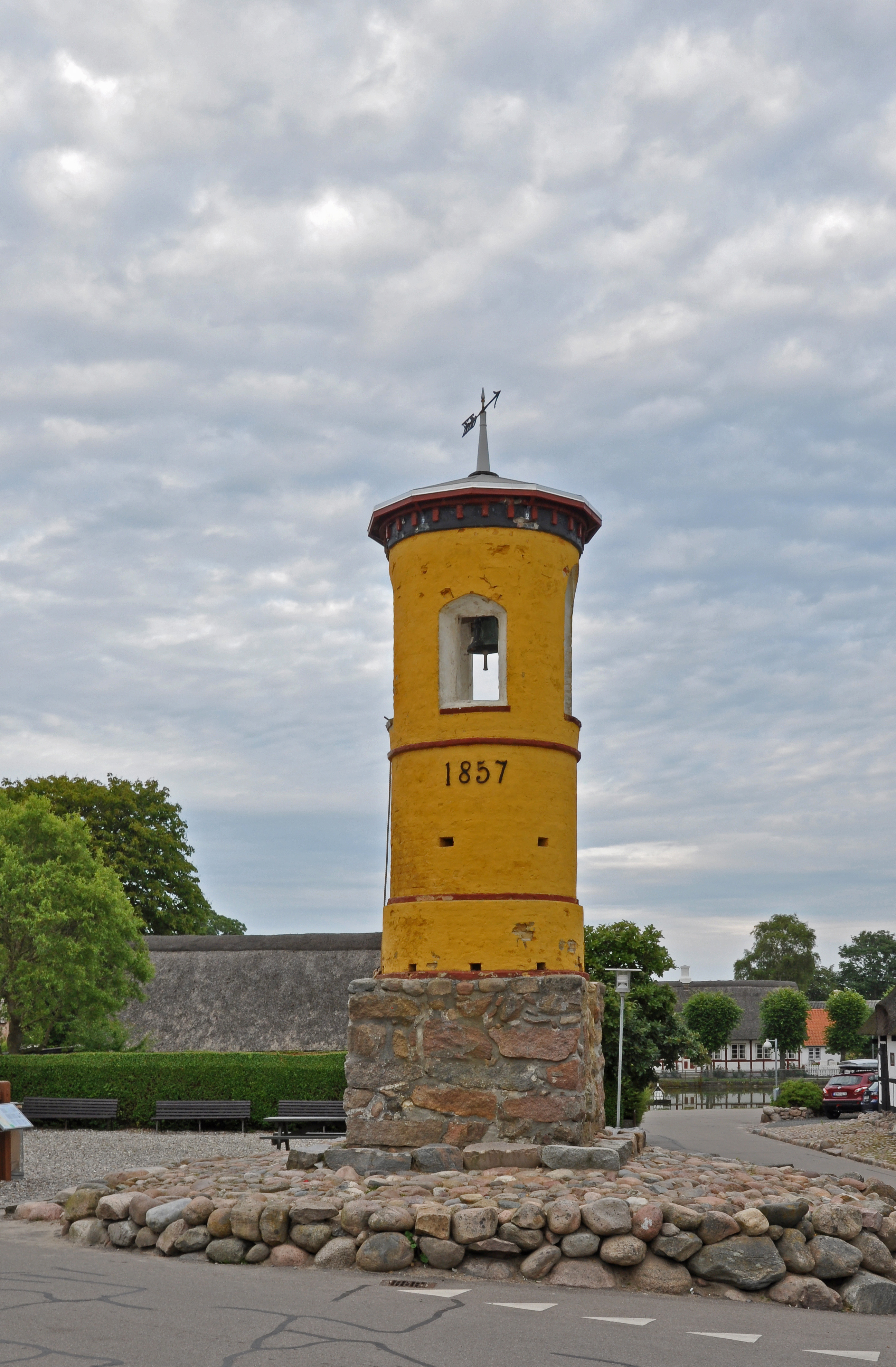
„Klokketårnet“, der Glockenturm von Nordby

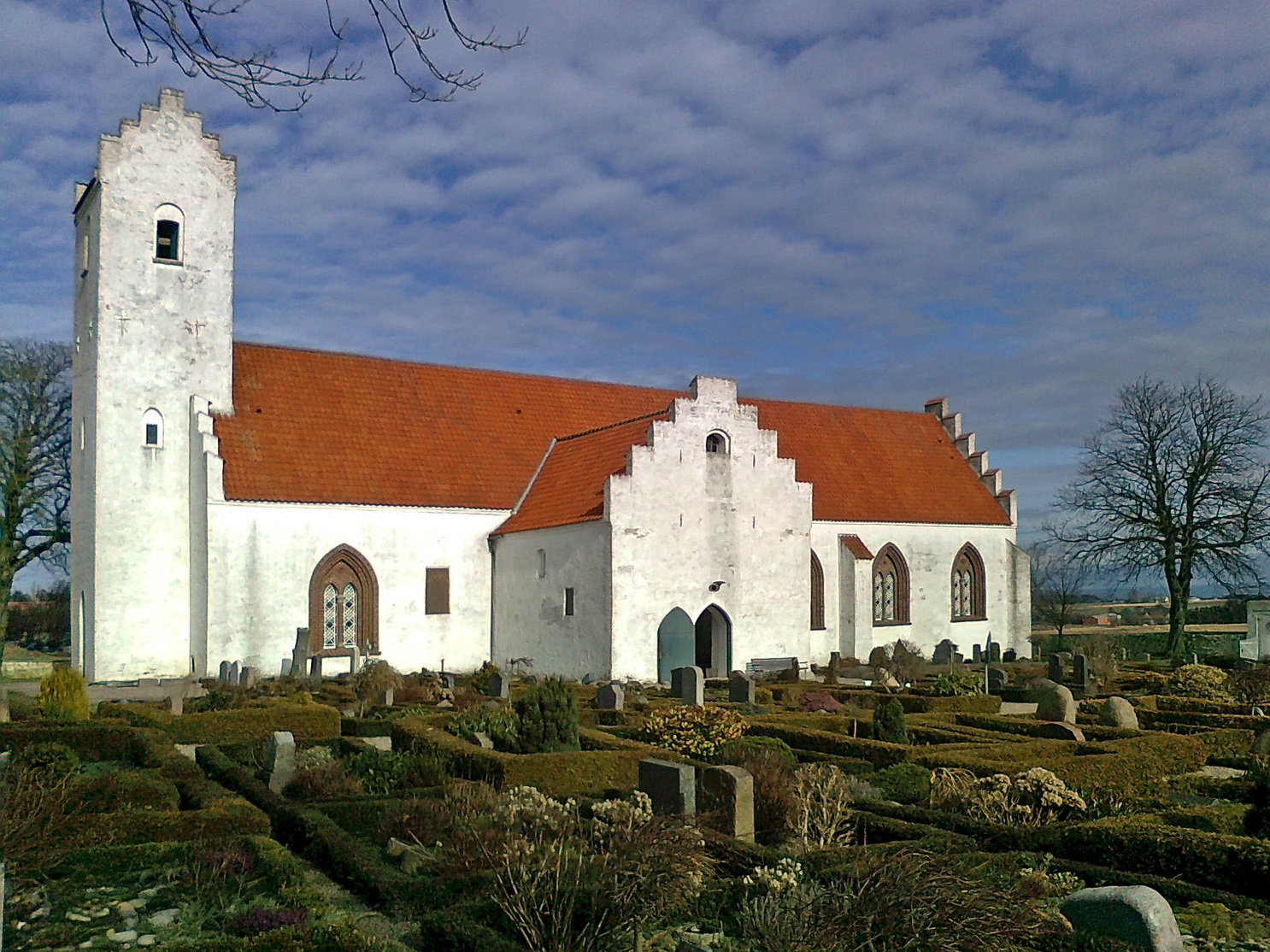
„Nordby Kirke“

### Ballebjerg
Zwei Kilometer nordwestlich liegt der 64 Meter hohe Ballebjerg, der höchste Punkt der Insel Samsø. Vom Aussichtsturm hat man bei klarem Wetter einen Blick auf die Inseln um Samsø, wie Tunø und Endelave, auf die Aarhusbucht im Norden und die Halbinsel Røsnæs der Insel Seeland im Osten.

### Glockenturm von Nordby
Die Kirche von Nordby wurde im 13. Jahrhundert etwa zwei Kilometer südlich des Ortes errichtet. Ihre Glocke befand sich somit an windigen Tagen außerhalb der Hörweite der Dorfbewohner. Daher wurde bereits im 16. Jahrhundert im Zentrum von Nordby ein Glockenturm errichtet. Der heutige Glockenturm wurde im Jahr 1857 erbaut. Außer zu kirchlichen Veranstaltungen läutete der Glockenturm auch, um vor Feuer zu warnen oder die Bewohner zu Bürgerversammlungen zusammenzurufen. Bis 2011 wurde die Glocke des Turms durch den Totengräber der Kirche geläutet. Heute läutet sie eine Gruppe von Freiwilligen. Für touristische Zwecke wird die Glocke im Sommer zweimal täglich geläutet.